# Siryseus tibialis
 (novembre 2021).
Genre
Espèce
Siryseus tibialis, unique représentant du genre Siryseus, est une espèce d'opilions laniatores à l'appartenance familiale incertaine.

## Distribution
Cette espèce est endémique du Pernambouc au Brésil.

## Description
Le mâle holotype mesure 1,5 mm.

## Publication originale
- Roewer, 1949 : « Über Phalangodiden I. (Subfam. Phalangodinae, Tricommatinae, Samoinae.) Weitere Weberknechte XIII. » Senckenbergiana, vol. 30, p. 11–61.